# K-561 Kazan
El K-561 Kazan es un submarino de misiles de crucero de propulsión nuclear de la clase Yasen de la Armada rusa. Es el segundo barco del proyecto, separado del primero por 16 años (1993-2009). Se hicieron cambios considerables al diseño inicial. Las diferencias en el proyecto parecen ser suficientes para considerarlo como una nueva versión mejorada de Yasen-M (ruso: Ясень-М). El submarino lleva el nombre de la ciudad de Kazán. Actualmente el submarino está desplegado con la Flota del Norte de Rusia.

## Diseño
El proyecto del submarino fue desarrollado en el Malachite Design Bureau de San Petersburgo. La armada rusa declaró que el submarino será mejorado en comparación con el Severodvinsk, el primero de la clase Yasen/Graney.
En comparación con el primero de su clase, el Kazan es unos 40 pies (12 m) más corto que el Severodvinsk, lo que resultó en la eliminación de una matriz de sonar de la proa del primer diseño del submarino, algo nuevo y experimental. 
Según un analista naval, era probable que la intención de cambiar su diseño, fuera reducir los costes de construcción, sin reducir significativamente las capacidades del submarino, al ser ahora un submarino de diseño más clásico para su construcción. 
El Kazan también incluirá un reactor nuclear con un sistema de refrigeración de nuevo diseño.

## Construcción

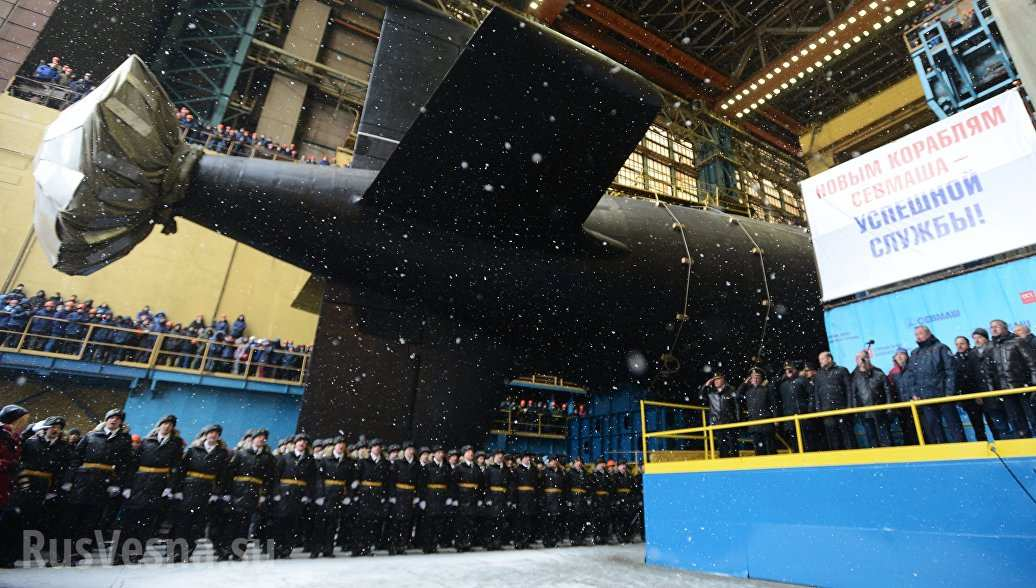
Ceremonia de despliegue del submarino nuclear Kazan, año 2017.

La primera tripulación del Kazan se formó en marzo de 2016, y el submarino originalmente se iba a poner en servicio en 2017. El 23 de agosto de 2016, el astillero Sevmash informó que el submarino sería entregado a la Federación Rusa. Marina en 2018.
El 31 de marzo de 2017, Kazan salió de la nave de construcción y posteriormente se lanzó al agua. Comenzó sus pruebas en el mar el 24 de septiembre de 2018 y se esperaba que se uniera a la Armada rusa en 2019. En octubre de 2019, el presidente de United Shipbuilding Corporation, Alexei Rakhmanov, declaró que El despliegue de Kazan se retrasaría hasta finales de 2020 debido a problemas técnicos con sus complejos sistemas de control.
Las pruebas del submarino incluyeron el disparo de los misiles de crucero 3M-54 Kalibr y P-800 Oniks. Se completaron en diciembre de 2020.

## Historial de servicio
En abril de 2021, se informó que la fecha de puesta en servicio era el 25 de julio de 2021. Sin embargo, el buque en realidad se puso en servicio el 7 de mayo de 2021.
El 6 de junio de 2024, se informó que el submarino de propulsión nuclear se dirigía a Cuba para realizar ejercicios militares. Llegó al puerto de La Habana el 12 de junio como parte de un grupo de cuatro barcos, incluida la fragata Almirante Gorshkov. Ambos buques llevan el misil de crucero hipersónico con capacidad nuclear Zircon. Se ha informado que la fragata se dirige al Mediterráneo para ser el buque de mando del grupo operativo de la Armada rusa allí.